# Burgstall Gabelstein
Der Burgstall Gabelstein ist eine abgegangene Spornburg auf dem Trauf der Waldenburger Berge. Er liegt nahe dem Dorf Michelbach am Wald der Stadt Öhringen im  Hohenlohekreis in Baden-Württemberg.

## Lage
Der Burgstall liegt knapp 2,5 km südöstlich von Michelbach auf 431,3 m ü. NN an der Spitze eines etwa 800 m langen westlichen Bergsporns der bewaldeten Hochebene, der im Süden und Westen vom Tal des oberen Rechtenbachs umlaufen wird. Im Norden fällt das Gelände zur Hohenloher Ebene ab, in der nah der namengebende Michelbach erst vor der Schichtstufe parallel läuft und dann durchs Dorf zur Ohrn im Nordwesten strebt, nachdem er an dessen Südrand den Rechtenbach aufgenommen hat. Der Burgplatz liegt etwa 160 m über dem Michelbachlauf. Von Dorf und Bach her erklimmt die K 2387 in Richtung Obersteinbach in Serpentinen den Nordhang; von der Stelle, wo sie im Osten die Traufhöhe erreicht, ist der Burgstall über einen Waldweg erreichbar.

## Geschichte
1253 wird erstmals ein Ritter „Herr Gabele“ erwähnt, 1260 wird ein Zürich von Gabelstein, auch „von Stetten“ genannt, erwähnt und 1322 ein Gernot von Gabelstein. 1327 verkaufte Zürich von Gabelstein die Vorburg an die Herren von Hohenlohe. Die verbliebenen Burgteile gehörten mehreren Besitzern, es war also eine Ganerbenburg.
Ab 1350 war die gesamte Burg im Besitz der Herren Hohenlohe und verfiel, nachdem sie strategisch nicht mehr interessant war. Da die Burg später als Raubritternest diente, wurde sie von den Besitzern geschleift. Mit den Steinen der Burg erbaute man 1753 die Kirche in Michelbach.

## Beschreibung
Die strategisch gut gelegene Burg, von der nur noch Gräben und Wälle zeugen, hatte eine auf der Spitze des Bergsporns Schlossebene gelegene Kernburg, der eine Quelle auf etwa 452 m ü. NN, der heute noch so genannte Schlossbrunnen, vom Bergplateau am Spornansatz Wasser zulieferte, eine Vorburg mit Turm, ein Vorgelände sowie einen 10 Meter tiefen und 15 Meter breiten Halsgraben.